# Liste der Gesamtweltcupsieger der Junioren im Rennrodeln
Die Liste der Gesamtweltcupsieger der Junioren im Rennrodeln führt die drei Erstplatzierten bei den seit der Saison 1988/89 ausgetragenen Nachwuchs-Rennserien im Rennrodeln auf. Zwischen 1992 und 1997 wurde sie nicht ausgetragen, bei der Wiedereinführung 1997 wurde zudem parallel eine Rennserie für die Jugend A eingeführt. Seit der Wiedereinführung der Junioren-Europameisterschaften im Jahr 2011 werden diese auf einer Weltcupstation als Race-in-Race ausgetragen.
Zunächst wurden Einsitzer-Wettbewerbe für Mädchen und Jungen sowie Doppelsitzer-Wettbewerbe ausgetragen. 2012/13 kam die Teamstaffel hinzu. Seit der Saison 2021/22 ist der bis dahin zumindest theoretisch beiden Geschlechtern offen gestandene Doppelwettbewerb in einen Wettbewerb für Jungen und einen für Mädchen getrennt.
Rodlerinnen und Rodler, die am Weltcup der Junioren teilnehmen, müssen (Stand 2020) im Jahr der Austragung zwischen 19 und 21 Jahre alt sein.

## Einsitzer weiblich
| Saison    | Siegerin                                 | Zweite                                   | Dritte                                   |
| --------- | ---------------------------------------- | ---------------------------------------- | ---------------------------------------- |
| 1988/89   | Margit Paar                              | Barbara Niedernhuber                     | Monika Feher                             |
| 1989/90   | Monika Greilinger                        | Barbara Niedernhuber                     | Jean Roos                                |
| 1990/91   | Barbara Niedernhuber                     | Angelika Wiedemann                       | Jean Roos                                |
| 1991/92   | Tanja Painsi                             | Sybille Kühne                            | Sonja Manzenreiter                       |
| 1997/98   | Gabi Bender                              | Anke Wischnewski                         | Britta Steinmetz                         |
| 1998/99   | Veronika Halder                          | Becky Wilczak                            | Anna Tielke                              |
| 1999/2000 | Vroni Kurz                               | Julia Schäfer                            | Anna Tielke                              |
| 2000/01   | Corinna Martini                          | Anja Huber                               | Nicole Oliveira                          |
| 2001/02   | Anja Eberhardt                           | Tatjana Hüfner                           | Corinna Martini                          |
| 2002/03   | Nina Reithmayer                          | Corinna Martini                          | Heike Kobylka                            |
| 2003/04   | Natalie Geisenberger                     | Corinna Martini                          | Astrid Scharfe                           |
| 2004/05   | Natalie Geisenberger                     | Corinna Martini                          | Erin Hamlin                              |
| 2005/06   | Natalie Geisenberger                     | Stefanie Sieger                          | Megan Sweeney                            |
| 2006/07   | Stefanie Sieger                          | Natalie Geisenberger                     | Carina Schwab                            |
| 2007/08   | Stefanie Sieger                          | Carina Schwab                            | Anastasia Young                          |
| 2008/09   | Carina Schwab                            | Lisa Liebert                             | Madeleine Teuber                         |
| 2009/10   | Lisa Liebert                             | Dajana Eitberger                         | Carina Schwab                            |
| 2010/11   | Jekaterina Baturina                      | Katrin Rudolph                           | Mona Wabnigg                             |
| 2011/12   | Aileen Frisch                            | Katrin Rudolph                           | Emily Sweeney                            |
| 2012/13   | Nathalie Burkhardt                       | Sandra Robatscher                        | Saskia Langer                            |
| 2013/14   | Angelique Fleischer                      | Jessica Tiebel                           | Jekaterina Katnikowa                     |
| 2014/15   | Jessica Tiebel                           | Julia Taubitz                            | Saskia Langer                            |
| 2015/16   | Jessica Tiebel                           | Alisa Dengler                            | Olessja Michailenko                      |
| 2016/17   | Jessica Tiebel                           | Tatjana Zwetowa                          | Kristina Schamowa                        |
| 2017/18   | Cheyenne Rosenthal                       | Lisa Schulte                             | Anna Berreiter Jessica Tiebel            |
| 2018/19   | Tatjana Zwetowa                          | Jessica Degenhardt                       | Anna Berreiter                           |
| 2019/20   | Verena Hofer                             | Jessica Degenhardt                       | Marion Oberhofer                         |
| 2020/21   | aufgrund der COVID-19-Pandemie abgesagt. | aufgrund der COVID-19-Pandemie abgesagt. | aufgrund der COVID-19-Pandemie abgesagt. |
| 2021/22   | Merle Fräbel                             | Jessica Degenhardt                       | Sofija Mazur                             |

## Einsitzer männlich
| Saison    | Sieger                                   | Zweiter                                  | Dritter                                  |
| --------- | ---------------------------------------- | ---------------------------------------- | ---------------------------------------- |
| 1988/89   | Dietmar Pierhofer                        | Alexander Bau                            | Oswald Haselrieder                       |
| 1989/90   | Armin Zöggeler                           | Alexander Horstmann                      | Oswald Haselrieder                       |
| 1990/91   | Ralf Kutzner                             | Steffen Skel                             | Christian Pfnür                          |
| 1991/92   | Sebastian Schiffner                      | Bengt Walden                             | Tobias Schiegl                           |
| 1997/98   | Henning Kirchner                         | Nick Sullivan                            | Yann Fricheteau Yohann Rousseau          |
| 1998/99   | Chris Moffat                             | Andrew McConnell                         | Kyle Connelly                            |
| 1999/2000 | David Möller                             | Kyle Connelly                            | Mike Moffat                              |
| 2000/01   | David Möller                             | Jan Eichhorn                             | Denis Bertz                              |
| 2001/02   | Patrick Schürer                          | Nico Oetzel                              | Andi Langenhan                           |
| 2002/03   | Samuel Edney                             | Jeff Christie                            | Nico Oetzel                              |
| 2003/04   | Andreas Graitl                           | Daniel Pfister                           | Robert Eschrich Andi Langenhan           |
| 2004/05   | Johannes Ludwig                          | Matt Mortensen                           | Manuel Pfister                           |
| 2005/06   | Felix Loch                               | Richard Grill                            | Johannes Ludwig                          |
| 2006/07   | Wolfgang Kindl                           | Manuel Pfister                           | Christopher Mazdzer                      |
| 2007/08   | Sascha Benecken                          | Christopher Mazdzer                      | Achim Obkircher                          |
| 2008/09   | Ralf Palik                               | Sascha Benecken                          | Julian von Schleinitz                    |
| 2009/10   | Julian von Schleinitz                    | Robert Fischer                           | Ralf Palik                               |
| 2010/11   | Georg Reumschüssel                       | Alexander Peretjagin                     | Julian von Schleinitz                    |
| 2011/12   | Chris Eißler                             | Emanuel Rieder                           | Georg Reumschüssel                       |
| 2012/13   | Florian Berkes                           | Chris Eißler                             | Kevin Fischnaller                        |
| 2013/14   | Toni Gräfe                               | Armin Frauscher                          | Alexander Stjopitschew                   |
| 2014/15   | Sebastian Bley                           | Markus Hummer                            | Nico Gleirscher                          |
| 2015/16   | Jonas Müller                             | Kristers Aparjods                        | Markus Hummer                            |
| 2016/17   | Daniil Lebedew                           | Jewgeni Petrow                           | Max Langenhan                            |
| 2017/18   | Max Langenhan                            | Moritz Bollmann                          | David Nößler                             |
| 2018/19   | Moritz Bollmann                          | David Nößler                             | Bastian Schulte                          |
| 2019/20   | Mathis Ertel                             | Florian Müller                           | Matwei Perestoronin                      |
| 2020/21   | aufgrund der COVID-19-Pandemie abgesagt. | aufgrund der COVID-19-Pandemie abgesagt. | aufgrund der COVID-19-Pandemie abgesagt. |
| 2021/22   | Timon Grancagnolo                        | Noah Kallan                              | Pascal Kunze                             |

## Doppelsitzer weiblich
| Saison  | Siegerin                                | Zweite                                     | Dritte                                  |
| ------- | --------------------------------------- | ------------------------------------------ | --------------------------------------- |
| 2021/22 | DeutschlandLuisa Romanenko Pauline Patz | Vereinigte StaatenMaya Chan Reannyn Weiler | LettlandViktorija Ziediņa Selīna Zvilna |

## Doppelsitzer / Doppelsitzer männlich
| Saison    | Sieger                                           | Zweite                                                                             | Dritte                                                                         |
| --------- | ------------------------------------------------ | ---------------------------------------------------------------------------------- | ------------------------------------------------------------------------------ |
| 1988/89   | ItalienDietmar Pierhofer Oswald Haselrieder      | SowjetunionLewan Tibilow Kaha Wachtangaschwili                                     | SowjetunionAndrei Nowizki Igor Lawrow                                          |
| 1989/90   | BR DeutschlandMichael Niedernhuber Marko Wagner  | BR DeutschlandAlexander Horstmann Hans Angerer                                     | Deutsche Demokratische RepublikFrank-Peter Barnekow Sandro Zettl               |
| 1990/91   | DeutschlandJens Tauscher René Hohner             | DeutschlandSteffen Skel Steffen Wöller                                             | DeutschlandMike Paulin Markus Lindner                                          |
| 1991/92   | ÖsterreichTobias Schiegl Markus Schiegl          | TschechoslowakeiFrantišek Pekař Martin Duchek                                      | DeutschlandSven Oschnekat Sandy Kokot                                          |
| 1997/98   | ÖsterreichAndreas Linger Wolfgang Linger         | DeutschlandSteffen Dundr Jan Eichhorn                                              | LettlandVilnis Ozoliņš Jānis Mozajevs                                          |
| 1998/99   | ÖsterreichAndreas Linger Wolfgang Linger         | KanadaChris Moffat Eric Pothier                                                    | KanadaGrant Albrecht Mike Moffat                                               |
| 1999/2000 | Vereinigte StaatenPatrick Anderson Brian Wohlleb | DeutschlandChristian Pfalz Martin Biedermann                                       | Vereinigte StaatenPreston Griffall Dan Joye                                    |
| 2000/01   | Vereinigte StaatenPatrick Anderson Brian Wohlleb | Vereinigte StaatenPreston Griffall Dan Joye                                        | SlowakeiJosef Ninis Adam Čech                                                  |
| 2001/02   | Vereinigte StaatenPreston Griffall Dan Joye      | DeutschlandMarcel Lorenz Christian Baude DeutschlandChristan Pfalz Patrick Günther | –                                                                              |
| 2002/03   | Vereinigte StaatenPreston Griffall Dan Joye      | Vereinigte StaatenMatt Mortensen Garon Thorne                                      | ÖsterreichPeter Penz Georg Fischler                                            |
| 2003/04   | LettlandAndris Šics Lauris Bērziņš               | Vereinigte StaatenMatt Mortensen Garon Thorne                                      | RusslandIwan Newmerschizki Wladimir Prochorow                                  |
| 2004/05   | Vereinigte StaatenMatt Mortensen Garon Thorne    | DeutschlandTobias Wendl Tobias Arlt                                                | RusslandDmitri Chamkin Wladimir Boizow                                         |
| 2005/06   | DeutschlandTobias Wendl Tobias Arlt              | DeutschlandRonny Pietrasik Christian Weise                                         | DeutschlandToni Eggert Marcel Oster                                            |
| 2006/07   | DeutschlandRonny Pietrasik Christian Weise       | DeutschlandTobias Wendl Tobias Arlt                                                | Vereinigte StaatenChristopher Mazdzer Jayson Terdiman                          |
| 2007/08   | DeutschlandToni Eggert Marcel Oster              | Vereinigte StaatenChristopher Mazdzer Jayson Terdiman                              | UkraineRoman Sacharkiw Taras Senkiw                                            |
| 2008/09   | DeutschlandNico Walther Nico Grünneker           | DeutschlandDaniel Rothamel Chris Rohmeiß                                           | TschechienLuboš Jíra Matěj Kvíčala                                             |
| 2009/10   | DeutschlandNico Walther Nico Grünneker           | ItalienLudwig Rieder Patrick Rastner                                               | RusslandAlexander Denissjew Wladislaw Antonow                                  |
| 2010/11   | Vereinigte StaatenJacob Hyrns Andrew Sherk       | RusslandAndrei Bogdanow Andrei Medwedew                                            | RusslandAlexander Denissjew Wladislaw Antonow                                  |
| 2011/12   | DeutschlandRobin Geueke David Gamm               | RusslandAndrei Bogdanow Andrei Medwedew                                            | DeutschlandNico Grüßner Toni Förtsch                                           |
| 2012/13   | DeutschlandJulius Löffler Florian Küchler        | DeutschlandTim Brendel Florian Funk                                                | Vereinigte StaatenTyler Andersen Anthony Espinoza                              |
| 2013/14   | ItalienFlorian Gruber Simon Kainzwaldner         | DeutschlandTim Brendel Florian Funk                                                | RusslandStanislaw Malzew Oleg Faschutdinow                                     |
| 2014/15   | RusslandJewgeni Jewdokimow Alexei Groschew       | DeutschlandNico Semmler Johannes Pfeiffer                                          | DeutschlandFlorian Löffler Manuel Stiebing ÖsterreichDavid Trojer Philip Knoll |
| 2015/16   | RusslandJewgeni Jewdokimow Alexei Groschew       | DeutschlandFlorian Löffler Manuel Stiebing                                         | ÖsterreichFlorian Schmid Fabian Strickner                                      |
| 2016/17   | ItalienIvan Nagler Fabian Malleier               | RusslandWsewolod Kaschkin Konstantin Korschunow                                    | DeutschlandHannes Orlamünder Paul Gubitz                                       |
| 2017/18   | RusslandWsewolod Kaschkin Konstantin Korschunow  | DeutschlandHannes Orlamünder Paul Gubitz                                           | DeutschlandMax Ewald Jakob Jannusch                                            |
| 2018/19   | DeutschlandHannes Orlamünder Paul Gubitz         | ItalienLeon Felderer Lukas Gufler                                                  | RusslandAndrey Shander Semen Mikov                                             |
| 2019/20   | DeutschlandMax Ewald Jakob Jannusch              | RusslandDmitry Buchnev Daniil Kilseev                                              | RusslandMichail Karnauchow Juri Tschirwa                                       |
| 2020/21   | aufgrund der COVID-19-Pandemie abgesagt.         | aufgrund der COVID-19-Pandemie abgesagt.                                           | aufgrund der COVID-19-Pandemie abgesagt.                                       |
| 2021/22   | DeutschlandMoritz Jäger Valentin Steudte         | RusslandLew Romanow Wladislaw Weremeenko                                           | LettlandKaspars Rinks Vitālijs Jegorovs                                        |

## Teamstaffel
| Saison  | Sieger                                   | Zweite                                   | Dritte                                   |
| ------- | ---------------------------------------- | ---------------------------------------- | ---------------------------------------- |
| 2012/13 | Deutschland                              | Italien                                  | Russland                                 |
| 2013/14 | Deutschland                              | Russland                                 | Österreich                               |
| 2014/15 | Russland                                 | Deutschland                              | Österreich                               |
| 2015/16 | Deutschland                              | Russland                                 | Österreich                               |
| 2016/17 | Russland                                 | Deutschland                              | Rumänien                                 |
| 2017/18 | Deutschland                              | Italien                                  | Russland                                 |
| 2018/19 | Deutschland                              | Russland                                 | Lettland                                 |
| 2019/20 | Deutschland                              | Vereinigte Staaten                       | Russland                                 |
| 2020/21 | aufgrund der COVID-19-Pandemie abgesagt. | aufgrund der COVID-19-Pandemie abgesagt. | aufgrund der COVID-19-Pandemie abgesagt. |
| 2021/22 | Deutschland                              | Russland                                 | Lettland                                 |